# Албак (комуна)
Албак (рум. Albac) — комуна у повіті Алба в Румунії. До складу комуни входять такі села (дані про населення за 2002 рік):
- Албак (509 осіб) — адміністративний центр комуни
- Берешть (159 осіб)
- Будеєшть (116 осіб)
- Деве (44 особи)
- Дупе-Плеше (146 осіб)
- Дялу-Лемешой (241 особа)
- Костешть (115 осіб)
- Плешешть (104 особи)
- Потіонч (84 особи)
- Рогоз (146 осіб)
- Рошешть (50 осіб)
- Русешть (68 осіб)
- Соходол (27 осіб)
- Тамборешть (41 особа)
- Фаца (262 особи)
- Чонешть (108 осіб)

Комуна розташована на відстані 331 км на північний захід від Бухареста, 62 км на північний захід від Алба-Юлії, 60 км на південний захід від Клуж-Напоки.

## Населення
За даними перепису населення 2002 року у комуні проживали 2220 осіб.
Національний склад населення комуни:
| Національність | Кількість осіб | Відсоток |
| -------------- | -------------- | -------- |
| румуни         | 2182           | 98,3%    |
| цигани         | 37             | 1,7%     |
| угорці         | 1              | < 0,1%   |

Рідною мовою назвали:
| Мова      | Кількість осіб | Відсоток |
| --------- | -------------- | -------- |
| румунська | 2183           | 98,3%    |
| циганська | 37             | 1,7%     |

Склад населення комуни за віросповіданням:
| Релігія     | Кількість осіб | Відсоток |
| ----------- | -------------- | -------- |
| православні | 2214           | 99,7%    |